# Temple d'Or de Dambulla
Le temple d'Or de Dambulla bouddhiste du Sri Lanka, situé à Dambulla, au nord de Kandy dans le district de Matale, à quelque vingt kilomètres au sud-ouest de Sigirîya. La ville de Dambulla est construite autour d'un large rocher de granit qui renferme un important complexe de grottes, le Raja Maha Vihara, datant du Ier siècle. Il s'agit du plus important et du mieux préservé des complexes de grottes du Sri Lanka.
Le site consiste en quelque quatre-vingts grottes, cinq sanctuaires, quatre monastères principaux. Il comporte 157 statues, 153 images du Bouddha, 3 images royales et 4 images de divinités. Les peintures murales, recouvrant 2 100 m2, représentent, entre autres la tentation de Bouddha par le démon Māra et son premier sermon. On y trouve aussi des statues des divinités hindoues Vishnou et Saman.

## Histoire
L'origine de l'implantation à Dambulla est la fuite du râja Vattagamani Abhaya, détrôné de Anurâdhapura en 104 av. J.-C. par des Tamouls et qui trouve refuge à Dambulla. Restauré sur son trône, il crée le complexe de grottes.
Le mouvement nationaliste cinghalais débute ici en 1848.

### Lieux et monuments

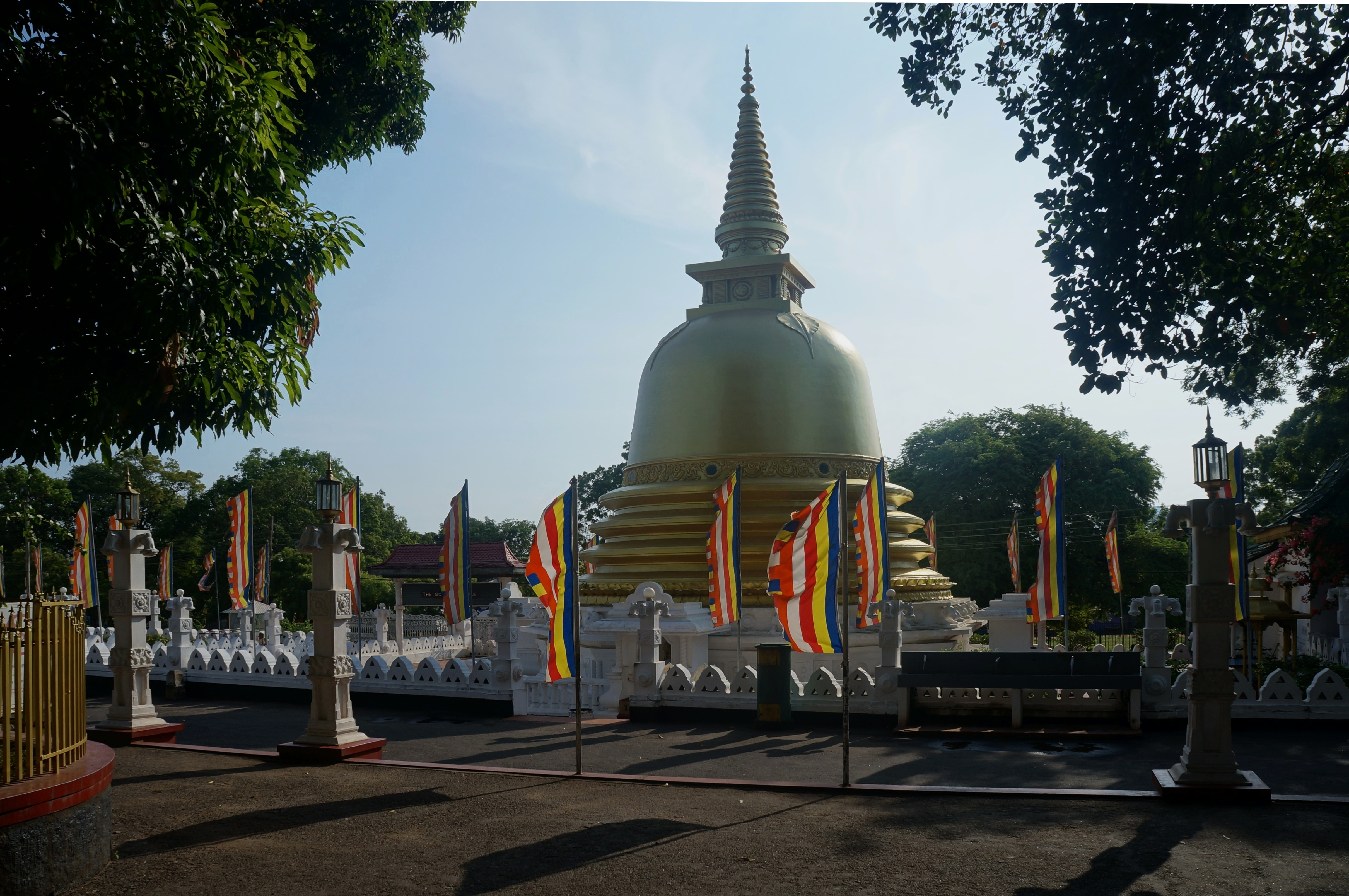
Dambulla Rajamaha Viharaya.-Le stûpa à l'entrée du Temple d'or.- Sri Lanka

- Le stûpa est construit au Ve siècle.
- Au XIIe siècle, les statues de Vishnou et de Saman sont ajoutées au complexe.

### Peintures et sculptures du Bouddha

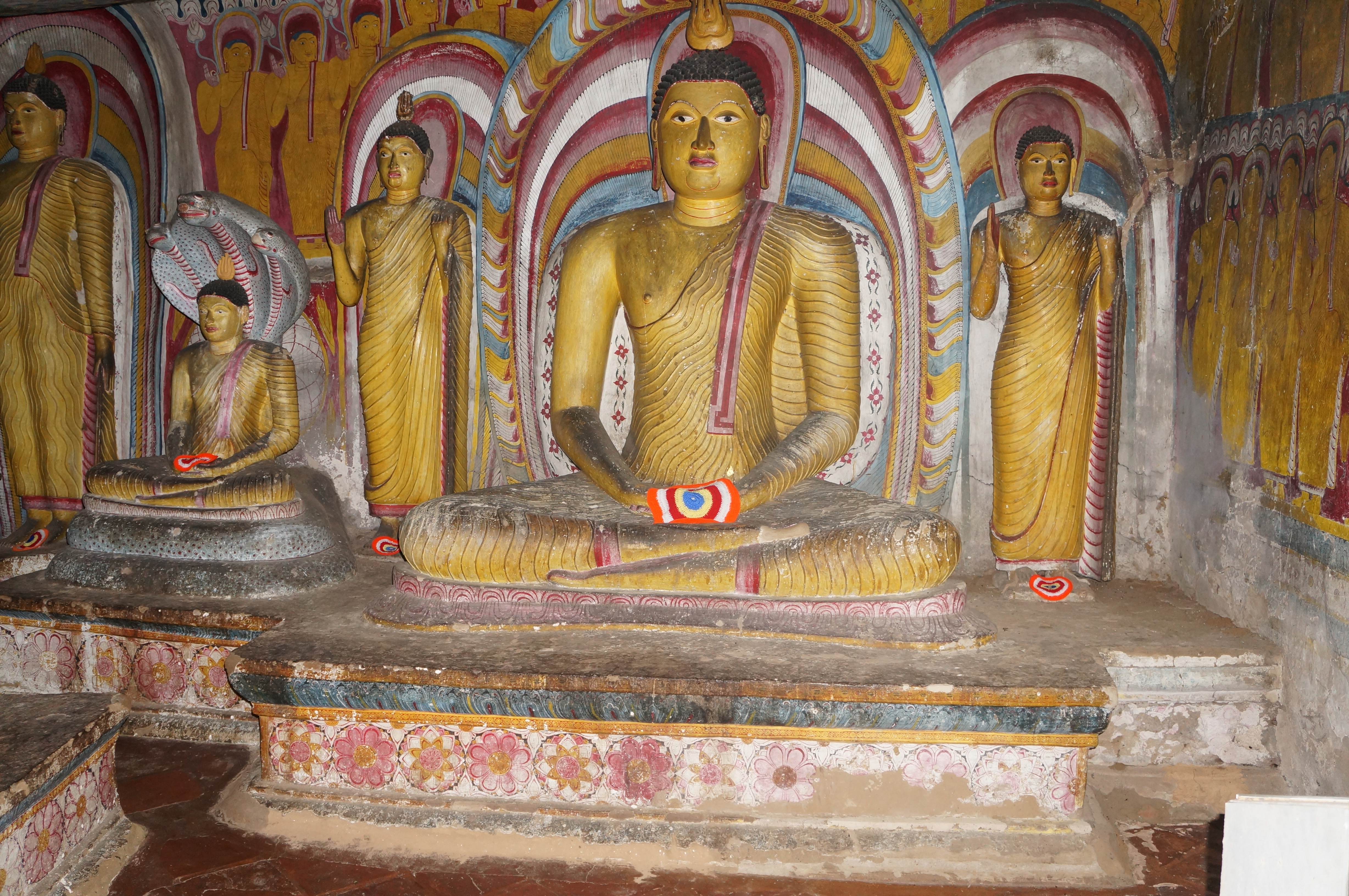
Sculptures de Bouddha.
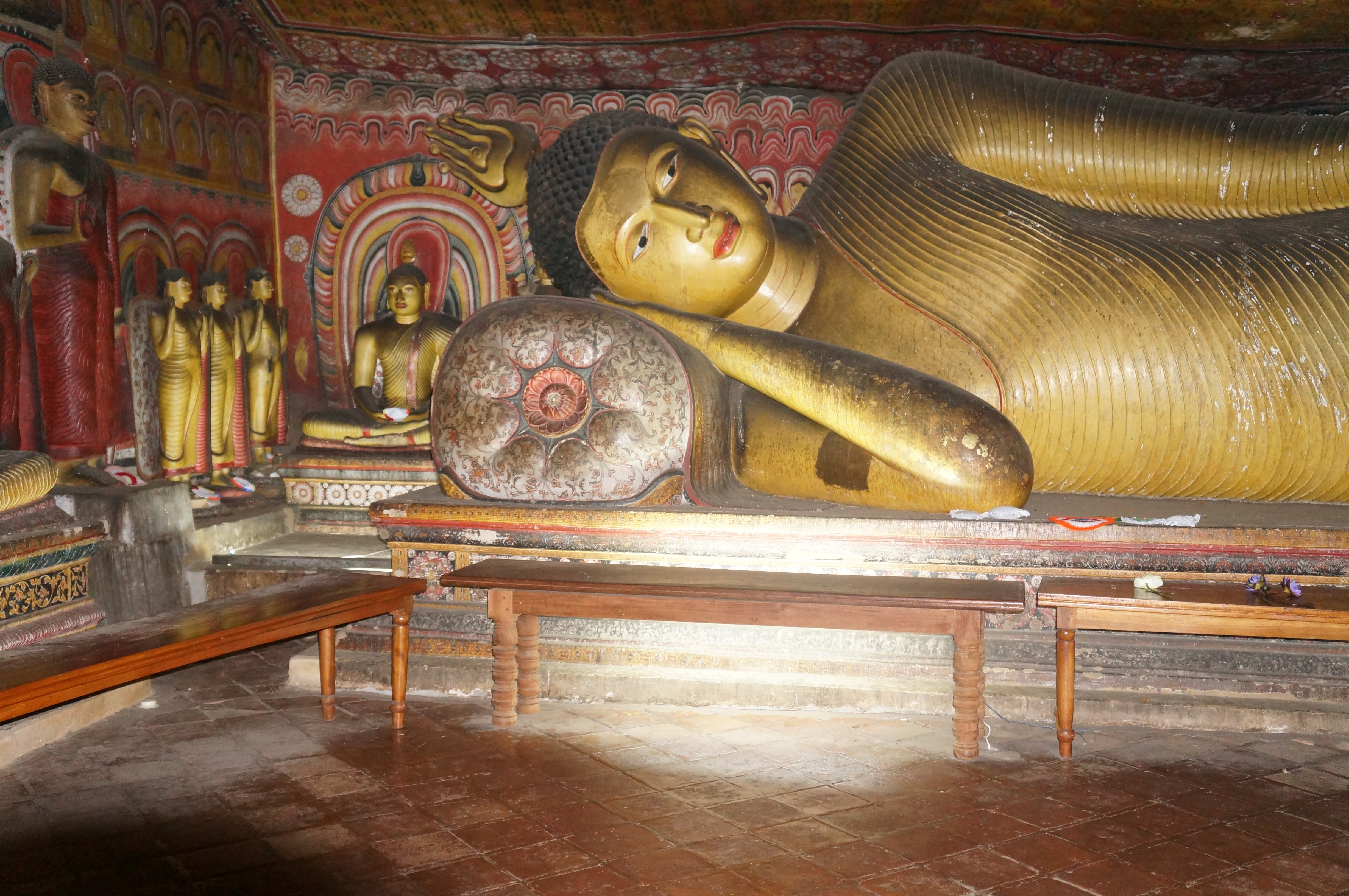
Sculpture de Bouddha couché.
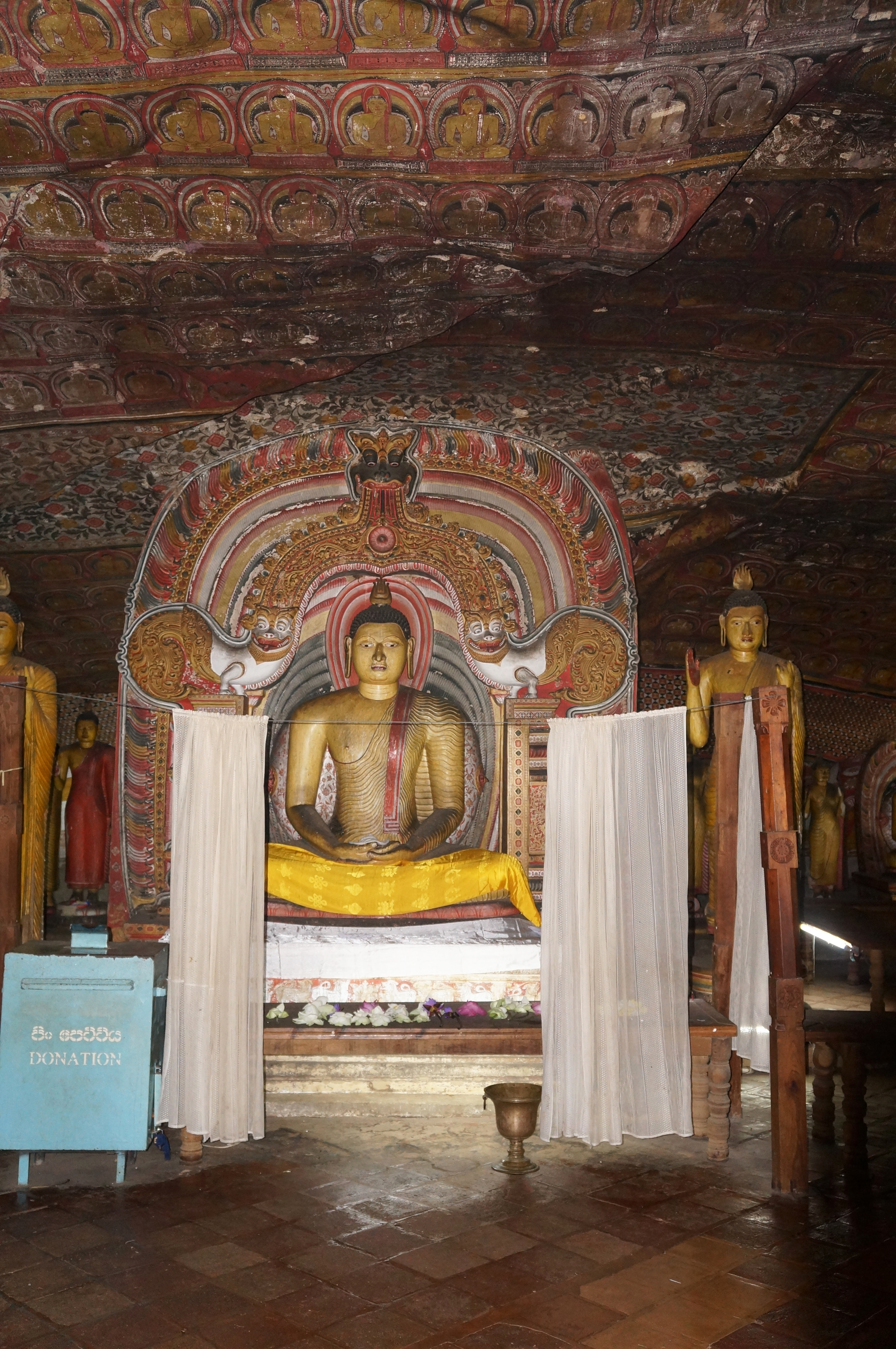
Sculpture de Bouddha assis.
Stûpa dans l'une des trois cavernes du Temple d'or
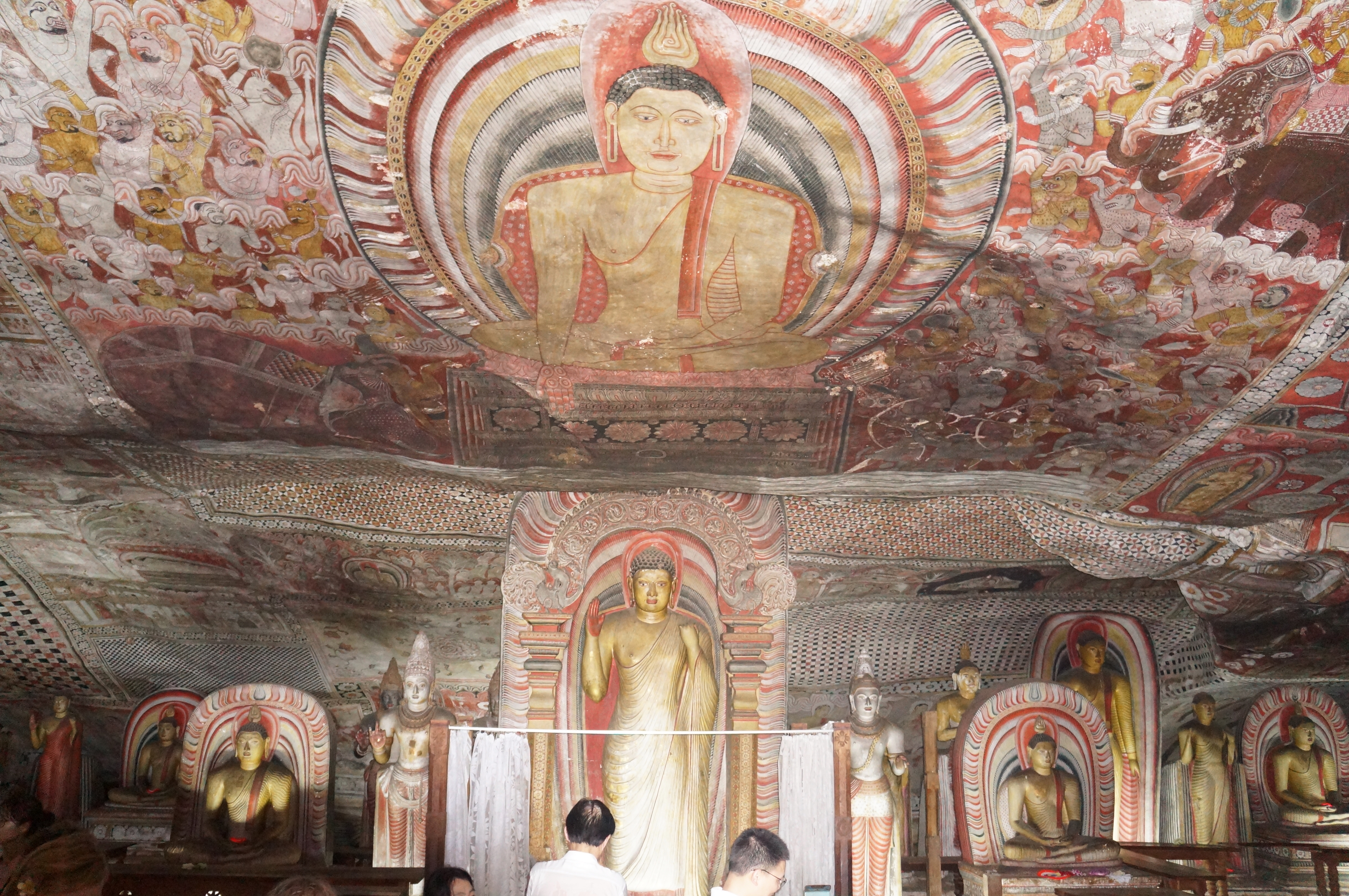
Plafond peint des trois cavernes du Temple d'or
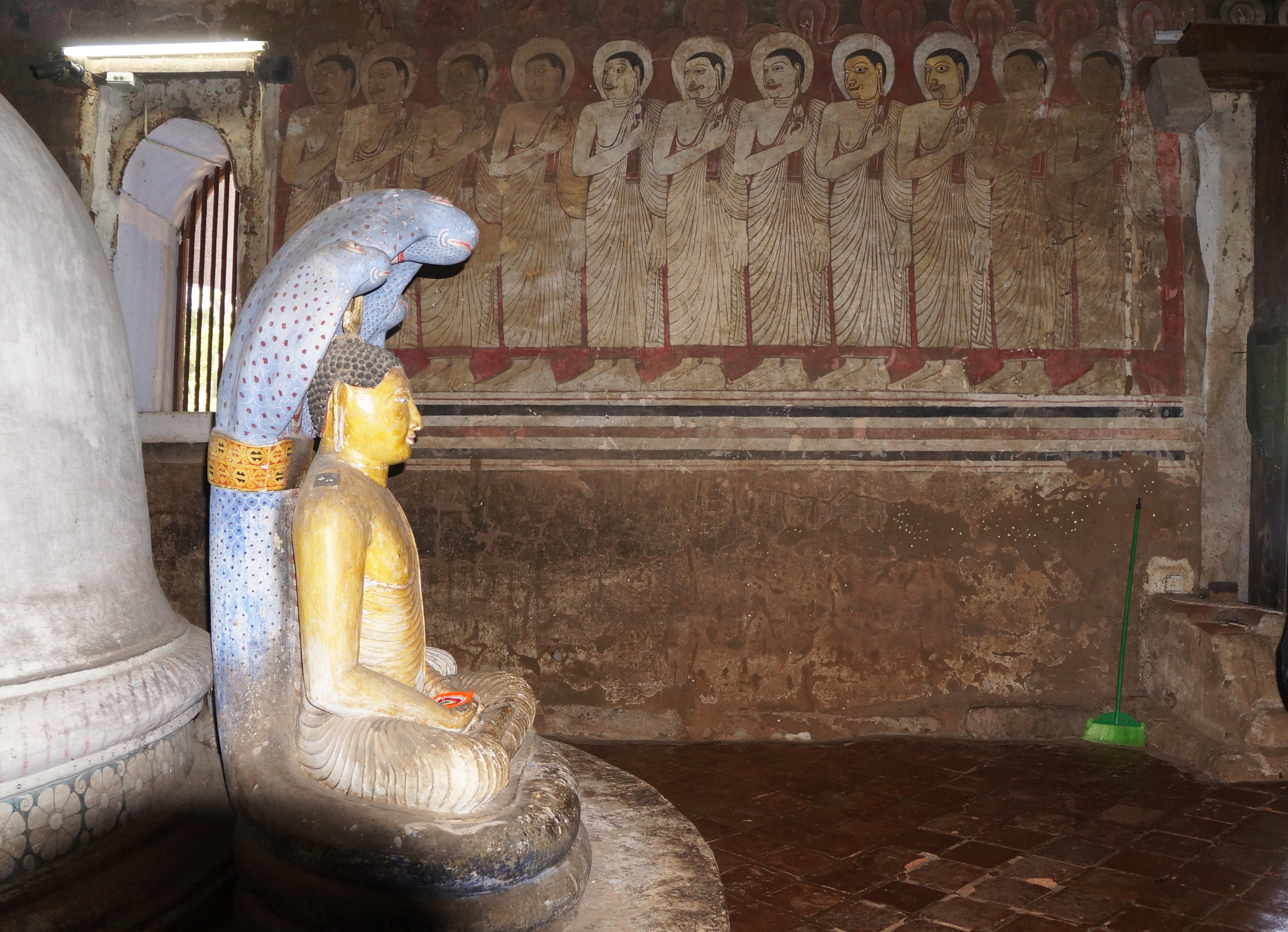
Sculpture de Bouddha assis.
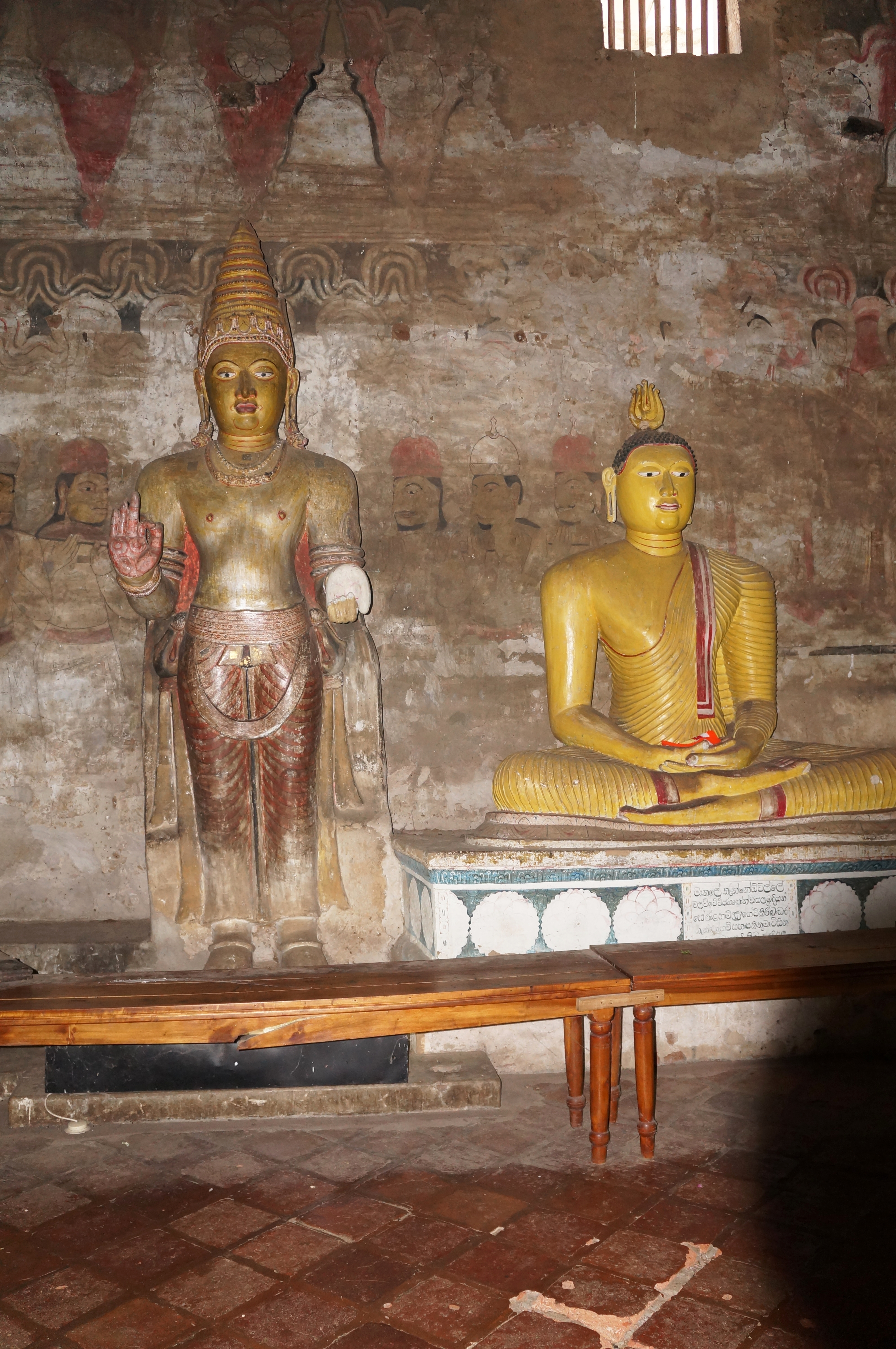
Sculptures de Bouddha.
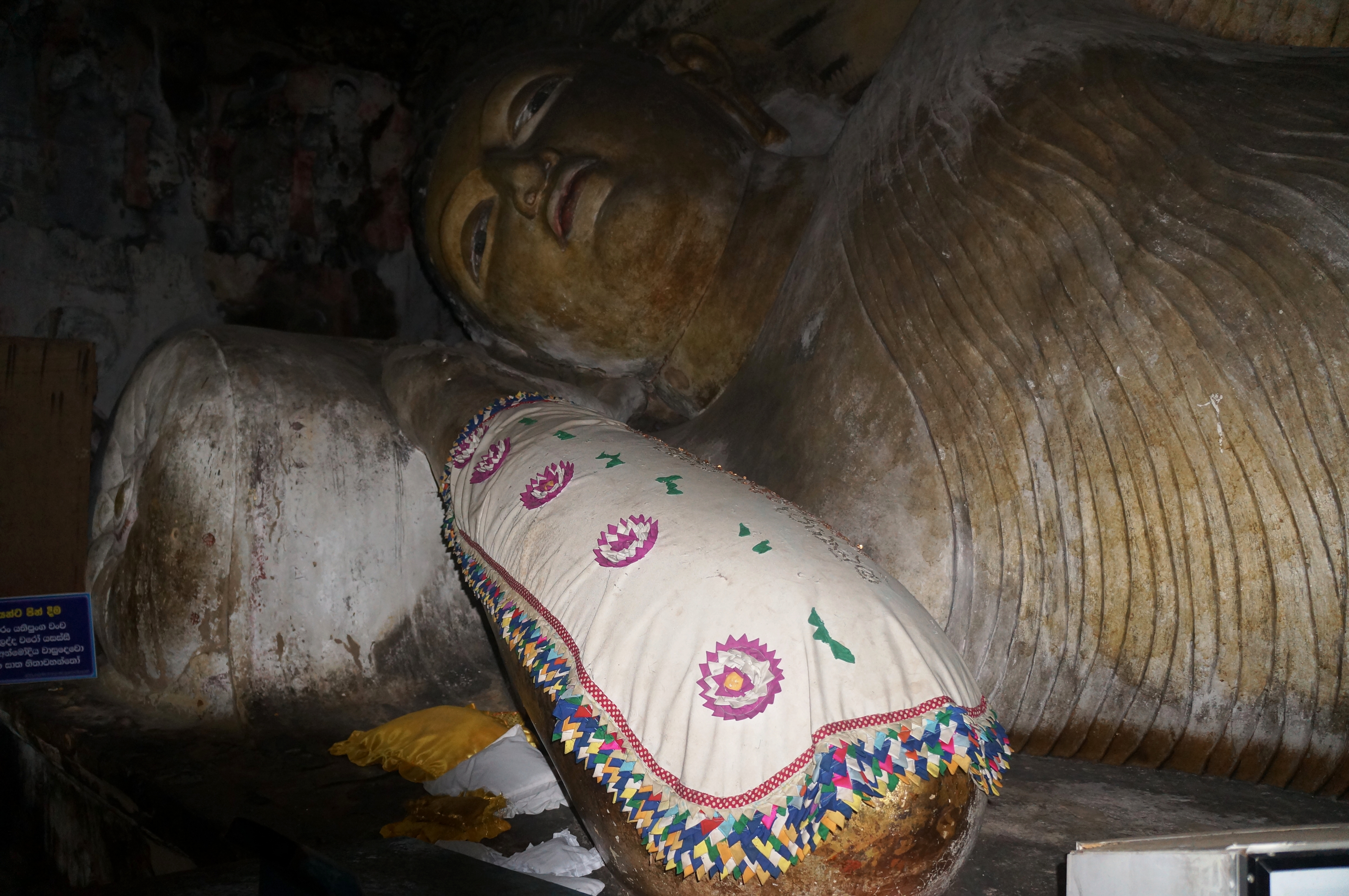
Sculpture du Bouddha couché.
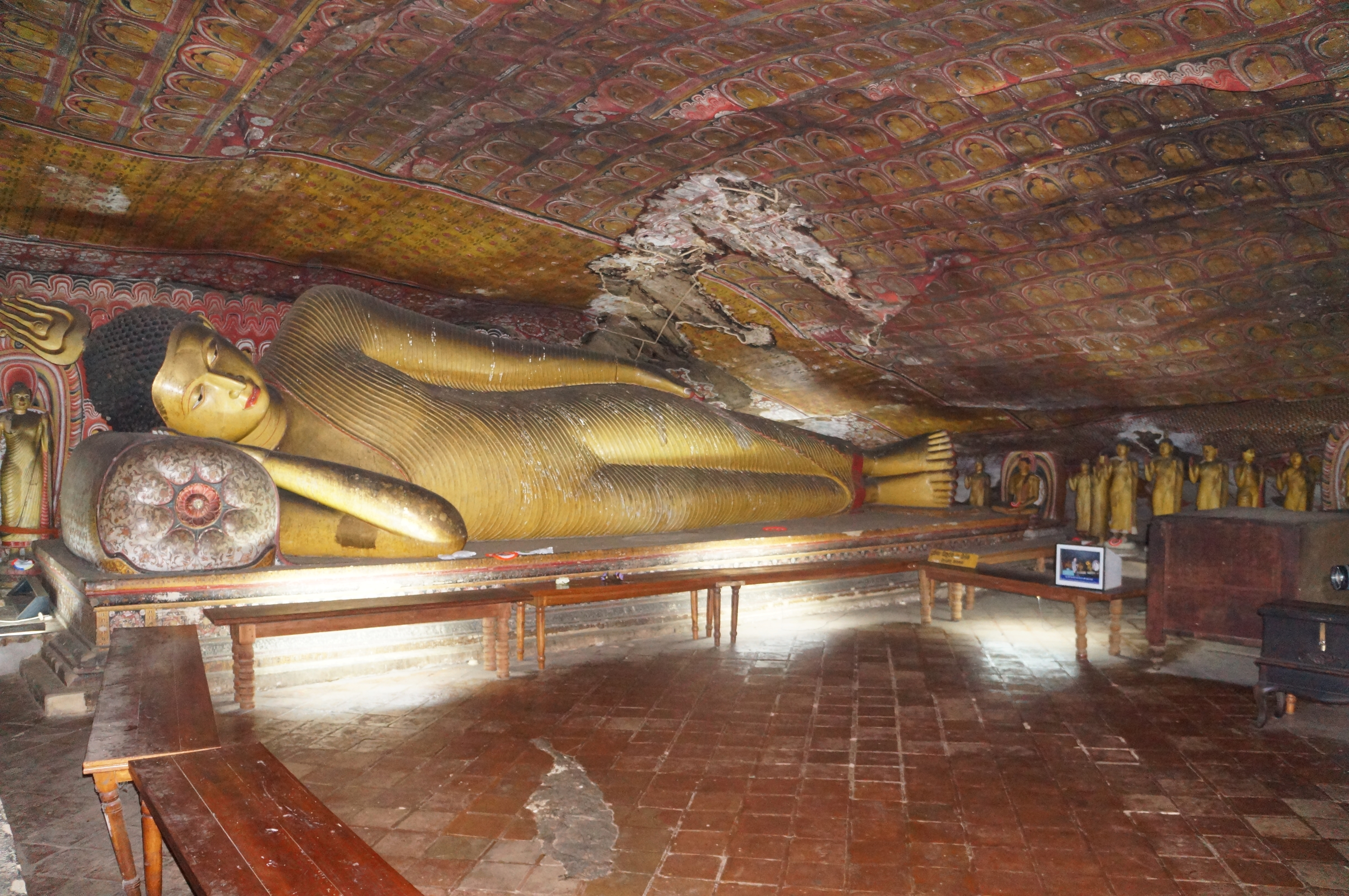
Sculpture du Bouddha couché.
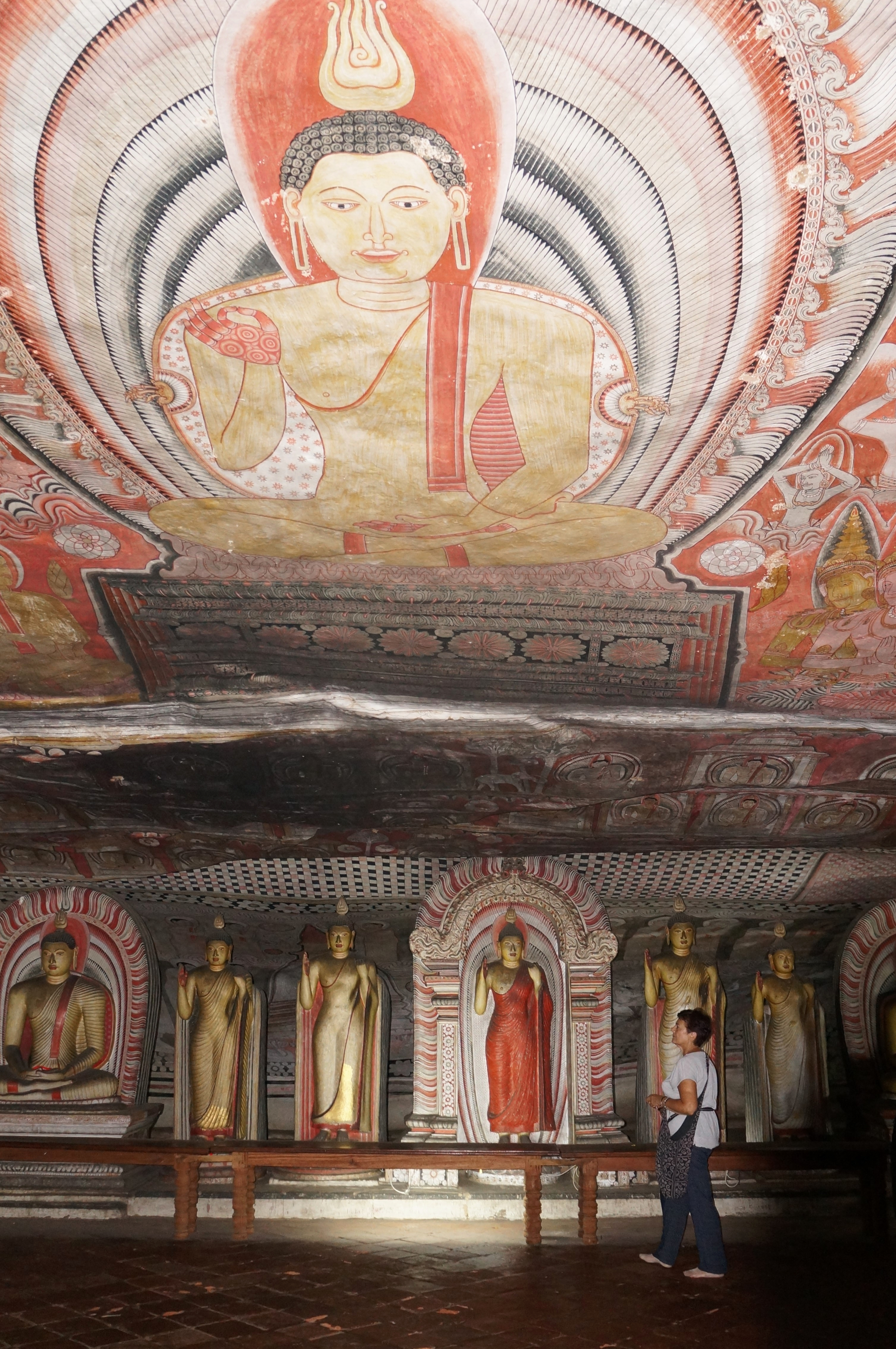
Plafond peint de l'une les trois cavernes du Temple d'or
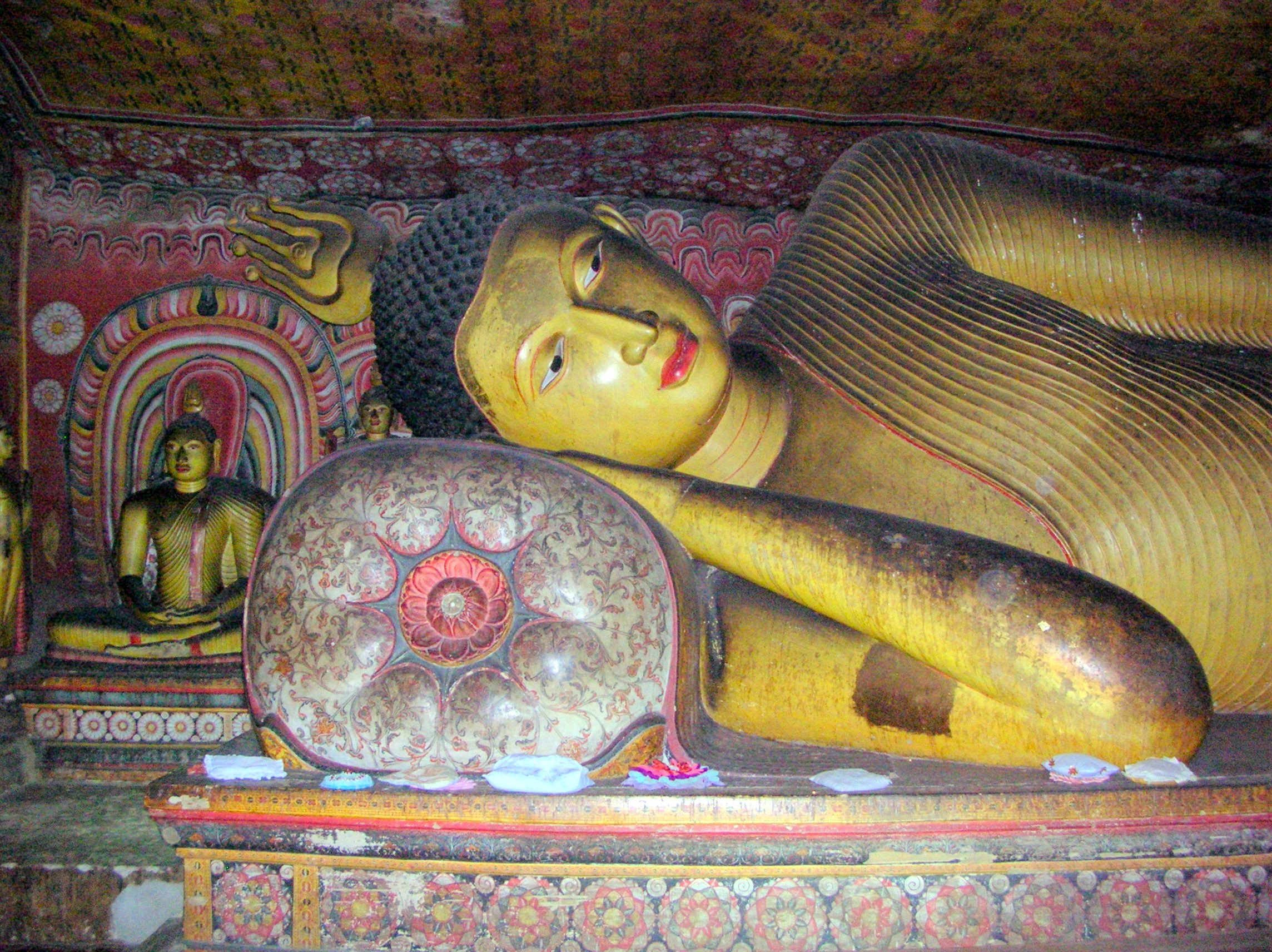
Statue de Bouddha couché
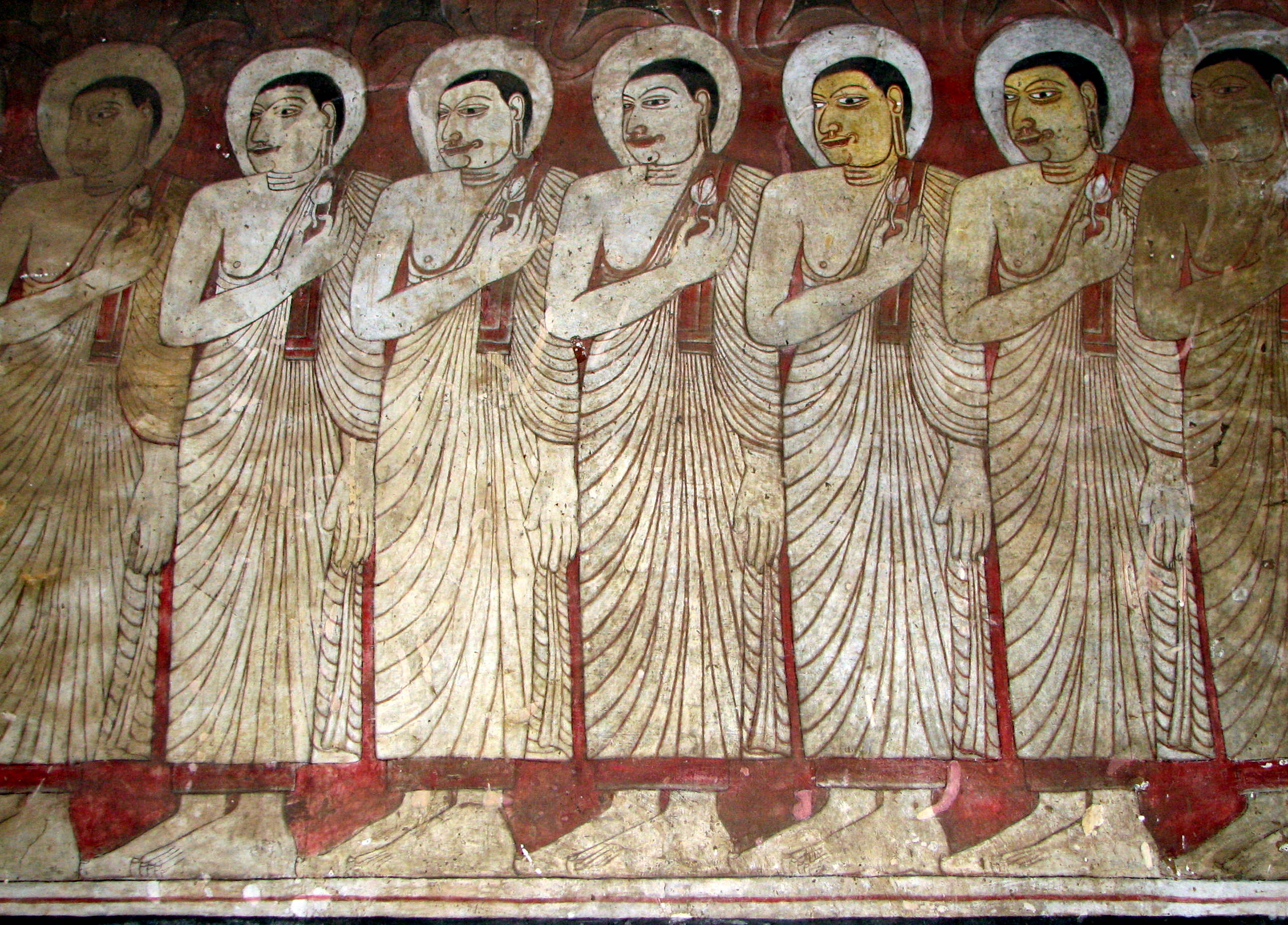
Fresque représentant Bouddha
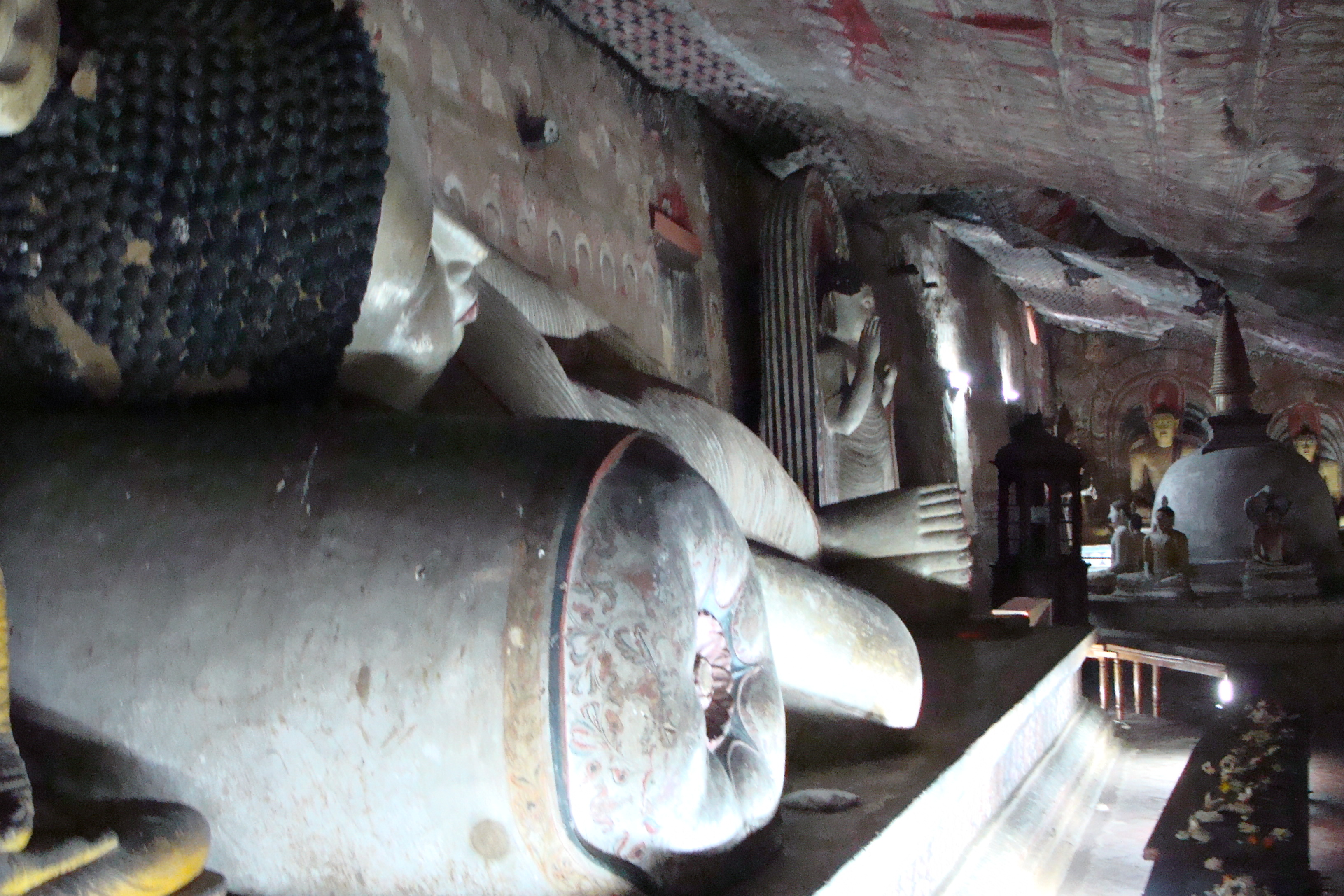
Le Bouddha couché